# Березино (Пушкиногорский район)

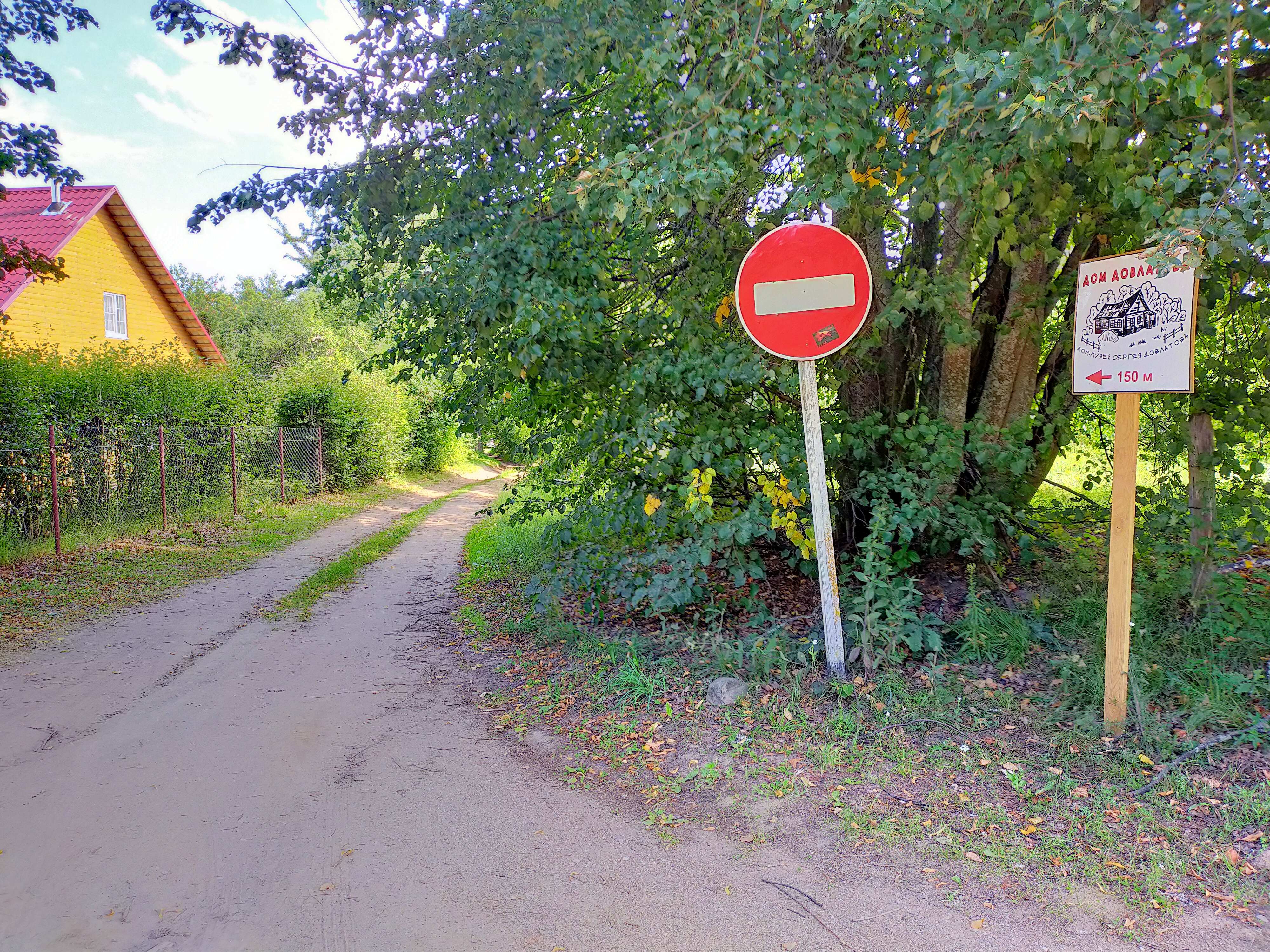
Дорожный указатель к дому-музею Сергея Довлатова

Березино — деревня в Псковской области России. На советских топографических картах встречается также название Берёзово.
Расположена в 3 км к северу от районного центра, посёлка Пушкинские Горы.
Деревня входит в состав городского поселения «Пушкиногорье».

## Население
Численность населения деревни в 2000 году составляла 12 человек, в 2002 году — 9 человек.

## Дом Довлатова
Летом 1977 года в деревне Березино в съёмном доме проживал писатель Сергей Довлатов, в то время он работал экскурсоводом в музее-заповеднике А. С. Пушкина «Михайловское». Под впечатлением от пребывания в этих местах им была написана автобиографическая повесть «Заповедник».
3 сентября 2011 года, к 70-летию С. Довлатова, в деревне Березино в доме, где он проживал, открылся частный музей, посвящённый писателю. После реставрации, с 4 июля 2014 года и по настоящее время в нём проводятся экскурсии, выставки, памятные мероприятия, связанные с Сергеем Довлатовым, его творчеством.